# Stèle de Mnèsagora et Nikocharès
La stèle de Mnèsagora et Nikocharès est une stèle funéraire attique d'époque classique, datant de -430 environ, trouvée à Vári, en Attique, dans l'ancien dème d'Anagyrous. La stèle marquait la tombe de deux enfants, Mnèsagora et Nikocharès.
Elle est conservée au Musée national archéologique d'Athènes, sous le numéro d'inventaire 3845, salle 16.

## Description
La stèle a été trouvée à Vári, en Attique. L'inscription figurant sur l'épistyle indique qu'elle marquait la tombe de deux enfants, nommés Mnèsagora et Nikocharès (grec ancien : Μνησαγόρα καὶ Νικοχάρης).
La scène en bas-relief montre une très jeune fille debout, portant un chignon et vêtue d'une tunique, offrant de sa main gauche un petit oiseau à son jeune frère, représenté nu, encore bébé, qui s'apprête à l'attraper.

## Épigraphie
L'épigramme de quatre vers gravée sur l'épistyle indique que le monument a été érigé par les parents de ces deux enfants, Mnèsagora et Nikocharès, qui ont péri et ne peuvent être présents.

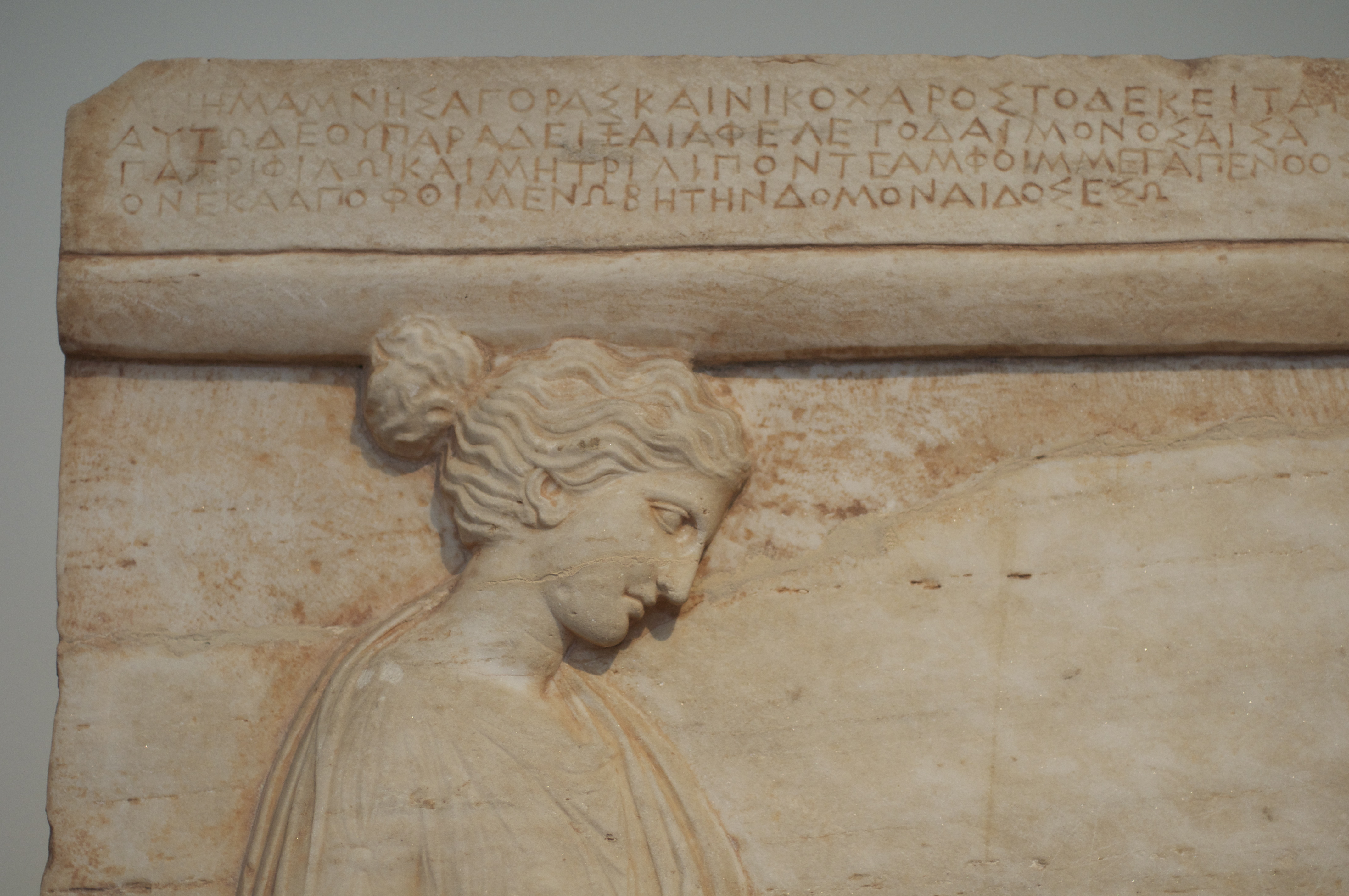
Texte de l'épigramme

### Lecture
μνῆμα Μνησαγόρας καὶ Νικοχάρος τόδε κεῖται·

αὐτὼ δ’ οὐ πάρα δεῖξαι· ἀφέλετο δαἰμονος αἶσα,

πατρὶ φίλωι καὶ μητρὶ λιπόντε ἀμφοῖμ μέγα πένϑος,

ὅνεκα ἀποφϑιμένω βήτην δόμον Ἅιδος ἔσω.

« C'est là le monument de Mnèsagora et Nikocharès

Qui ne peuvent être eux-mêmes présents ; le destin de leur génie les a enlevés,

Laissant leurs chers père et mère tous deux grandement affligés,

Parce qu'ayant péri, ils s'en sont allés en la demeure d'Hadès. »

### Interprétation
L'idée que les enfants ne puissent être présents suggère qu'ils aient pu disparaître ensemble dans un accident, comme un naufrage ou un incendie.
| Objet | Description | Origine et datation    |
| ----- | --- | ---------------------- |
| 3845  | Stèle de Mnèsagora et Nikocharès Tombe de deux enfants : les noms des défunts figurent sur l'inscription. Trouvé à Vári, en Attique, dans l'ancien dème d'Anagyrous. Une jeune fille offre de sa main gauche un oiseau à son jeune frère qui s'apprête à l'attraper. L'inscription gravée sur l'épistyle indique que le monument a été érigé par les parents des deux enfants, Mnèsagora et Nikocharès. Musée national archéologique d'Athènes, inv. 3845, salle 16. | Vári, en Attique. -430 |

## Sources
1. ↑  Sémni Karoúzou, Musée National, guide illustré du musée, Ekdotike Athenon, Athènes , 1978, p. 60.
2. ↑  Manuel Baumbach, Andrej Petrovic, Ivana Petrovic, Archaic and Classical Greek Epigram, p. 373.